# Ahmad Ier Karamanli
 (octobre 2023).
La mise en forme du texte ne suit pas les recommandations de Wikipédia : il faut le « wikifier ».
Les points d'amélioration suivants sont les cas les plus fréquents. Le détail des points à revoir est peut-être précisé sur la page de discussion.
- Les titres sont pré-formatés par le logiciel. Ils ne sont ni en capitales, ni en gras.
- Le texte ne doit pas être écrit en capitales (les noms de famille non plus), ni en gras, ni en italique, ni en « petit »…
- Le gras n'est utilisé que pour surligner le titre de l'article dans l'introduction, une seule fois.
- L'italique est rarement utilisé : mots en langue étrangère, titres d'œuvres, noms de bateaux, etc.
- Les citations ne sont pas en italique mais en corps de texte normal. Elles sont entourées par des guillemets français : « et ».
- Les listes à puces sont à éviter, des paragraphes rédigés étant largement préférés. Les tableaux sont à réserver à la présentation de données structurées (résultats, etc.).
- Les appels de note de bas de page (petits chiffres en exposant, introduits par l'outil «  Source ») sont à placer entre la fin de phrase et le point final[comme ça].
- Les liens internes (vers d'autres articles de Wikipédia) sont à choisir avec parcimonie. Créez des liens vers des articles approfondissant le sujet. Les termes génériques sans rapport avec le sujet sont à éviter, ainsi que les répétitions de liens vers un même terme.
- Les liens externes sont à placer uniquement dans une section « Liens externes », à la fin de l'article. Ces liens sont à choisir avec parcimonie suivant les règles définies. Si un lien sert de source à l'article, son insertion dans le texte est à faire par les notes de bas de page.
- La présentation des références doit suivre les conventions bibliographiques. Il est recommandé d'utiliser les modèles {{Ouvrage}}, {{Chapitre}}, {{Article}}, {{Lien web}} et/ou {{Bibliographie}}. Le mode d'édition visuel peut mettre en forme automatiquement les références.
- Insérer une infobox (cadre d'informations à droite) n'est pas obligatoire pour parachever la mise en page.

Pour une aide détaillée, merci de consulter Aide:Wikification.
Si vous pensez que ces points ont été résolus, vous pouvez retirer ce bandeau et améliorer la mise en forme d'un autre article.
Ahmed ou Ahmed Karamanli ou Qaramanli ou al-Qaramanli (plus souvent connu sous le nom de Ahmed Karamanli) (1686-1745) est un janissaire et descendant des Karamanides,.

## Parcours
Il fonde la dynastie Karamanli (1711-1835) de Tripolitaine ou Tripoli (aujourd'hui Libye). 
Il y règne (1711-1745) en tant que premier Karamanli pacha de Tripolitaine, province alors de l'Empire Ottoman.
Au début du XVIIIe siècle, l’Empire ottoman perd son emprise sur ses provinces nord-africaines, dont la région Tripolitaine. Une période de guerre civile s'ensuit, sans qu’aucun dirigeant ne puisse exercer ses fonctions pendant plus d’un an à Tripoli.
Ahmed Karamanli, janissaire et officier de cavalerie populaire, assassine le pacha ottoman alors en place et s'empare du pouvoir lors du coup d'État de Karamanli en 1711. Il se fait reconnaître comme pacha et beylerbey par le sultan Ahmed III et fonde une dynastie en son nom. La Régence de Tripoli continue à payer une taxe à la Sublime Porte, mais acquiert une indépendance vis-à-vis de l'Empire Ottoman.
Ahmed Karamanli développe considérablement l'économie de Tripoli, notamment grâce à l'emploi de corsaires sur les routes maritimes cruciales de la Méditerranée. Cette dynastie tire aussi une partie de sa richesse de la traite des esclaves. Ahmed Karamanli réussit à assurer l'unité entre la région de Tripolitaine de la Cyrénaïque jusqu'au Fezzan.
En 1835, dans un contexte de révolte fiscale et de compétition entre Anglais et Français, les troupes ottomanes débarquent à Tripoli et déposent le dernier Karamanli.

## Voir également